# Синтактика
Синтактика (утворено від грец.: σύνταξις — побудова, порядок) — це розділ лінгвістики і семіотики, який вивчає відносини між знаками в рамках знакової системи.
Синтактика як вивчення синтаксичних відносин знаків незалежно від їх ставлення об'єктам або інтерпретаторів, розроблена краще за інші галузі семіотики. С цієї точки зору величезна робота була пророблена в лінгвістиці, виконана найчастіше неусвідомлено, ціною багатьох помилок. Властивий логікам здавна інтерес логічного висновку, хоча нерідко історії перекривався різними іншими міркуваннями, все ж має на увазі вивчення відносин між певними поєднаннями знаків в мові.
Синтактика визнає класи знаків, такі, як індивідуальні постійні змінні, предикатні постійні змінні, які є формальними коррелятами різних видів індексальних характеризуючих знаків; оператори відповідають специфікаторам класів; крапки, круглі квадратні дужки — це способи вказівки деяких відносин між знаками всередині мови; слова типу «пропозиція», «висновок», «аналітичний»;— це терміни синтактики, що означають деякі види сполучень знаків відносин між знаками.

##### тенденції розвитку синтактики
- від вивчення форми до дослідження змісту синтаксичних одиниць, зокрема відносини пропозиції до позначеної їм ситуації
- вихід за межі пропозиції в область дискурсу, тексту (аналіз надфразовою єдності, абзацу, цілісних текстів);
- від мови до мови (дослідження комунікаційних установок і умов вживання мовних творів);
- від об'єктивних характеристик пропозиції до суб'єктивної інтерпретації висловлювань (вивчення непрямих мовних смислів);
- від статичного синтаксису до динамічного (вивчення процесів функціонування та перетворення одиниць синтаксису);
- від правил поєднання (формації) до правил породження (трансформації).